# Trai xanh
Trai xanh (tên khoa học Mytilus edulis), là một loài thân mềm hai mảnh vỏ biển ăn được kích thước trung bình trong họ Mytilidae. Trai xanh có thể sử dụng thương mại và nuôi trồng thủy sản thâm canh.